# Renee Montoya
Pour les articles homonymes, voir Montoya.
Renee Montoya est un personnage de fiction créé par Paul Dini et Mitch Brian dans la série animée Batman, la série animée en 1992.

## Biographie fictive
Dans les séries d'animation Batman de 1992 et 1997, où elle fait ses premières apparitions, Renee Montoya est présentée comme agent de police, veuve d'un collègue mort en service.
Promue détective par le commissaire James Gordon, elle devient la partenaire de Harvey Bullock.
Montoya s'est retrouvée entre les forces de Gordon et celles de Double-Face, ayant même une romance avec la personnalité de Dent.

## Description

### Physique
Renee dans les comics, est de corpulence moyenne, elle a reçu un entraînement basique des forces de l'ordre. Elle a des cheveux noirs et des yeux marrons.

## Œuvres où le personnage apparaît

### Cinéma
- Birds of Prey (et la fantabuleuse histoire de Harley Quinn) (Cathy Yan, 2020), interprétée par Rosie Perez

### Séries animées
- Batman (Paul Dini, Bruce Timm, Eric Radomski, 1992-1995) avec Ingrid Oliu puis Liane Schirmer (VF : Brigitte Berges, Nathalie Spitzer, Régine Teyssot, Patricia Legrand)
- Batman (The New Batman Adventures, Alan Burnett, Paul Dini, Bruce Timm, 1997-1999) avec Liane Schirmer (VF : Régine Teyssot)
- Gotham Girls (31 épisodes, Noodle Soup Productions, 2000-2002) avec Adrienne Barbeau

### Télévision
- Gotham série télévisée diffusée sur la Fox. Renée Montoya est incarnée par Victoria Cartagena (en)
- Batwoman série télévisée diffusée sur la The CW. Renée Montoya est incarnée par Victoria Cartagena (en)

### Vidéo
- Batman et Mr Freeze : Subzero (Boyd Kirkland, 1998) avec Liane Schirmer (VF : Régine Teyssot)

### Podcasts
- Batman : Autopsie (David S. Goyer (VF : Douglas Attal), 2022) avec Jessica Marie Garcia (VF : Shirine Boutella)

### Comics
Renee Montoya est l'un des personnages principaux de la série Gotham Central.

### Jeux vidéo
- The Telltale Series.
- Gotham Knights.